# Alonso Martín de Don Benito
Alonso Martín de Don Benito (Don Benito de Extremadura, Corona de Castilla, e/ enero y junio de 1481 – Lima, Virreinato del Perú, 7 de junio de 1558) era un militar que llegaría al rango de capitán, explorador, encomendero y funcionario español que fue uno de los primeros vecinos de Santa María la Antigua del Darién cofundada por Enciso y Balboa a finales de 1510, luego acompañó a este último en el descubrimiento del entonces bautizado «Mar del Sur» en 1513, y con una canoa se convirtió en el primer castellano en navegar por el océano Pacífico, después participó en la conquista del Imperio inca, para pasar a ser un vecino fundador de la Ciudad de los Reyes en 1535 con su medio hermano uterino el gobernador Francisco Pizarro, junto a diez primeros pobladores más, posteriormente actuó en las guerras civiles entre los conquistadores del Perú, además de ser electo alcalde de primer voto de Lima en el año 1541 y de segundo voto en 1551. Al estar amancebado con la princesa inca Isabel Yupanqui, era doblemente cuñado de la otra princesa Inés Huaylas Yupanqui, y por ende, tío paterno de Francisca Pizarro Yupanqui.

## Biografía hasta recibir una encomienda cubana

### Origen familiar y primeros años
Alonso Martín de Don Benito había nacido entre los meses de enero y junio de 1481 en la localidad de Don Benito de la Extremadura que conformaba a la entonces Corona de Castilla, siendo hijo del labrador Francisco Martín de Don Benito (n. Don Benito, ca. 1443) y de su cónyuge Francisca González Mateos (n. ca. 1450).
Tenía dos hermanos enteros, Pedro y Francisco Martín de Alcántara, y dos medio hermanos bastardos ya que su madre, que había sido una doncella de recámara noble de Beatriz Pizarro, se convirtió en amante del sobrino de esta llamado Gonzalo Pizarro Rodríguez de Aguilar y con quien finalmente tuvo dos hijos naturales, siendo uno de ellos el futuro marqués Francisco Pizarro (1478-1541), gobernador de Nueva Castilla, quien se amancebaría con su cuñada la princesa inca Inés Huaylas Yupanqui.

### Viaje a la Centroamérica española y encomendero de Cuba

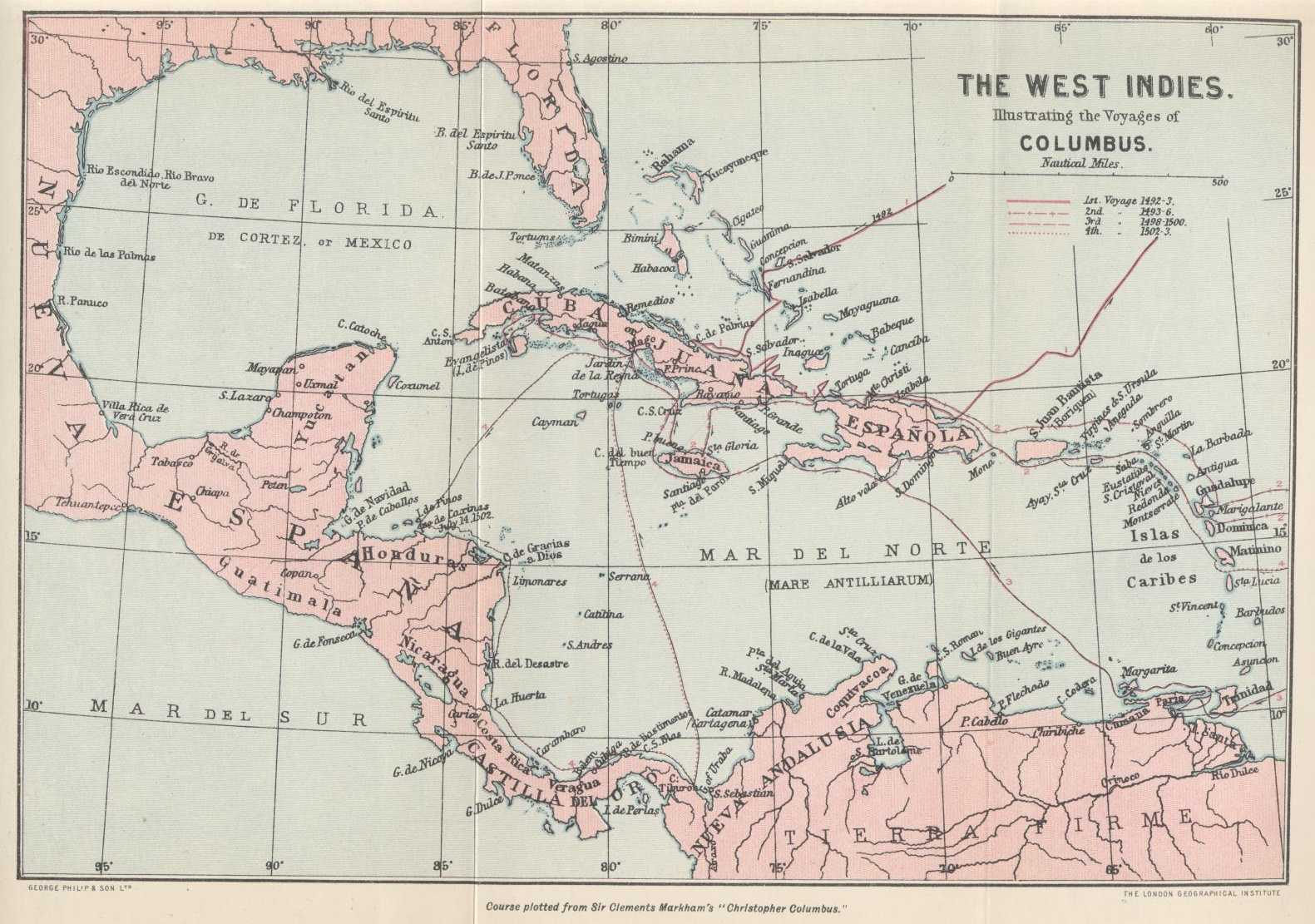
Los viajes de Cristóbal Colón a las Indias occidentales.

Al fallecer el virrey indiano Cristóbal Colón, su hijo mayor Diego Colón y Moniz Perestrello heredó todos los derechos de su padre en la América española, pero el rey Fernando el Católico se negó a traspasarle el título de virrey y solo lo nombró en 1508 como gobernador de La Española.
Por lo dicho, Diego Colón inició una serie de demandas judiciales contra la Corona castellana conocidas como los Pleitos colombinos, y una vez que ganara en primera instancia en 1511, se le reconocieron todos los derechos como segundo virrey pero con jurisdicción limitada para aquellos territorios que hubieran sido descubiertos oficialmente por su padre.
Una vez reconocido el mantenimiento del Virreinato colombino, el capitán Alonso Martín de Don Benito obtuvo el permiso real para pasar a la isla Española, adonde llegó en 1512 y en el mismo año se le adjudicó una encomienda.

## Explorador y conquistador de territorios del Darién y de Castilla del Oro

### Descubridor con Balboa del mar del Sur y primer navegante del Pacífico

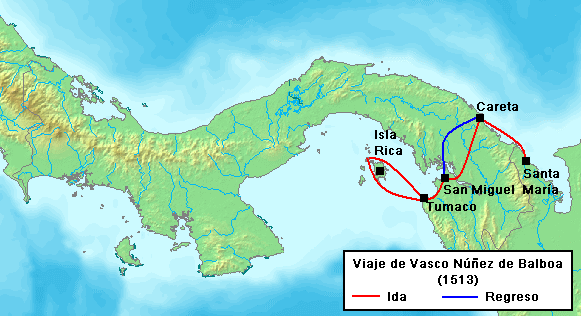
La ruta de Vasco Núñez de Balboa con Alonso Martín de Don Benito a través del istmo para descubrir el «Mar del Sur» y el archipiélago de las Perlas en 1513.

Posteriormente a la sentencia de primera instancia de los Pleitos colombinos, los territorios nominales de la gobernación de Veragua pasaron a la Corona castellana, por lo cual, el remanente explorado y más o menos colonizado pasó a ser conocido como gobernación del Darién desde 1512 hasta 1514.
De esta forma, Alonso Martín de Don Benito llegó a la ciudad de Santa María la Antigua del Darién en el primer contingente de hombres que se envió para acrecentar la población, capital de la nueva citada gobernación que sería dependiente del Virreinato colombino.
Quien lo apreciaba mucho y conocía era el gobernador Vasco Núñez de Balboa, de ambas jurisdicciones antes citadas desde 1511 hasta 1514, que lo comprometió para acompañarlo en la empresa de atravesar el istmo y explorar tierras y mares ignotos, y así fue que el 25 de septiembre de 1513 descubrieron desde lo alto de las montañas el «Mar del Sur».
Pasado el momento del descubrimiento, la expedición bajó de las cordilleras rumbo al mar y luego salieron tres grupos en busca de diferentes caminos, el que lideraba Alonso Martín llegó antes a sus playas el 27 del corriente.

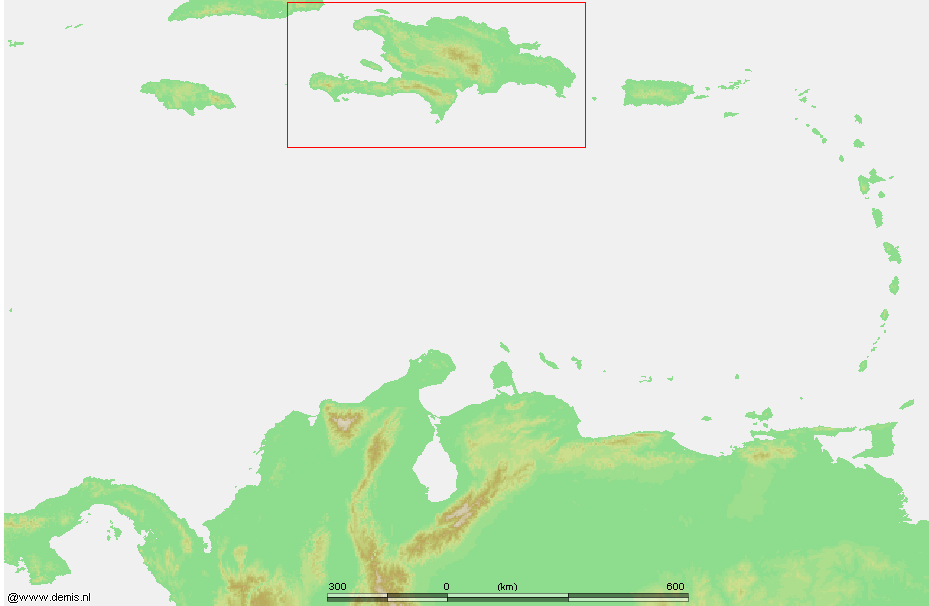
La gobernación de La Española, al noroeste de la misma con la isla de Cuba, al oeste con la isla de Jamaica, al este con la isla de Puerto Rico y al sur con los territorios de Tierra Firme —todos dependientes del Virreinato colombino desde 1492 a 1535— de los cuales al sudoeste con el istmo, la región del Darién, el «Mar del Sur» y el archipiélago de las Perlas que conformaban la gobernación de Castilla del Oro desde 1514 hasta 1539.

Una vez en la costa, Alonso Martín se embarcó en una canoa y de esta manera se convirtió en el primer castellano, español y europeo que había navegado en lo que posteriormente se conocería como océano Pacífico, y en octubre del mismo año, la expedición completa de Vasco Núñez de Balboa descubrió el archipiélago de las Perlas.
Dichos descubrimientos le valió a Balboa por real orden del 23 de septiembre de 1514 el título de adelantado de la Costa del Mar del Sur, hecho efectivo el 20 de marzo de 1515, y al mismo tiempo como gobernador de la provincia de Panamá y Coiba pero cuya jurisdicción quedaba subordinada a Castilla de Oro.

### Explorador de la gobernación de Castilla del Oro con Pedrarias
En la nueva colonia continental sirvió bajo las órdenes de Pedro Arias Dávila "Pedrarias", que sería nombrado como el primer gobernador de Castilla del Oro desde 1514 hasta 1526 y en donde Alonso Martín figuró como un explorador esforzado.
Luego actuó como guía en las tentativas de descubrimiento y conquista de la costa pacífica centroamericana hasta Nicaragua que emprendió el licenciado Gaspar de Espinosa, desde 1515 hasta 1517, y descubrieron los golfos Dulce y de Nicoya en donde estaba el reino aborigen homónimo.
Participó en septiembre de 1517 en la trágica expedición del factor Juan de Tavira al territorio del río Grande en donde los aborígenes los atacaron ferozmente, por lo que Alonso Martín recibió un flechazo en el hombro. Al fallecer Tavira, su lugarteniente Francisco Pizarro comandó el regreso al Darién en 1518.
Posteriormente coparticipó con el gobernador Pedrarias y el licenciado Espinosa en la fundación de la ciudad de Panamá en 1519 y del pueblo de Natá de los Caballeros en 1522.

## Conquistador del Imperio incaico con Pizarro y vecino fundador de Lima

### Capitulación de Toledo y la derrota del inca Atahualpa
En el año 1532, Alonso Martín formó parte de un grupo de conquistadores españoles dirigidos por su medio hermano uterino Francisco Pizarro, a quien se le había concedido título de gobernador por la Capitulación de Toledo de 1529 que le otorgaba 200 leguas hacia el sur desde la desembocadura del río Santiago, y quienes de esta forma derrotaron al soberano inca Atahualpa y se apoderaron de su imperio.

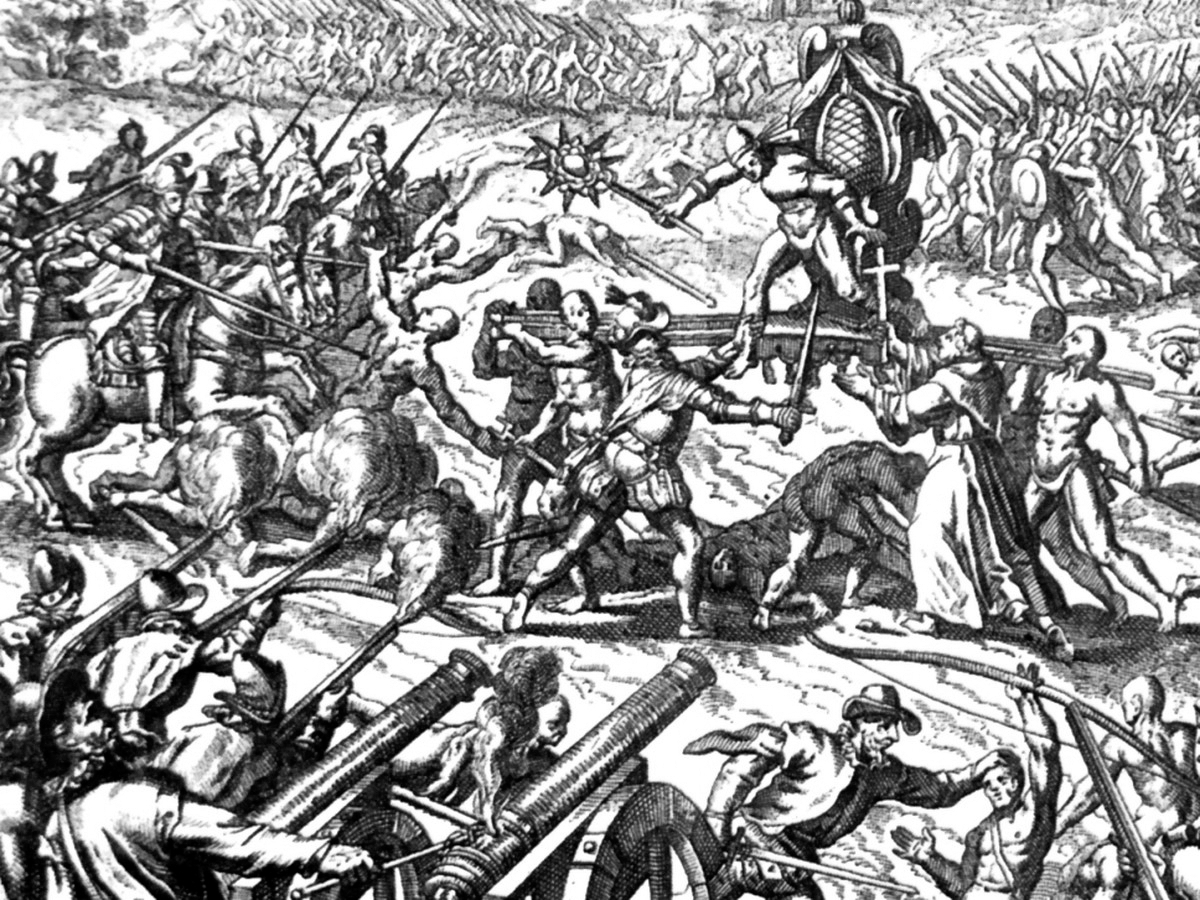
Grabado antiguo que representa la captura de Atahualpa por las tropas de Francisco Pizarro junto al capitán Alonso Martín de Don Benito, entre otros.

Ya que la Corona española había nombrado a Pizarro como gobernador de las tierras que conquistase, emprendió la búsqueda de un lugar adecuado para establecer su capital, siendo su primera elección la ciudad de Jauja que fue fundada el 25 de abril de 1534. Por las nuevas Capitulaciones del 21 de mayo del mismo año, se amplió a 270 leguas a la gobernación de Nueva Castilla, por lo que esta llegaría hasta la bahía de Paracas —que está ubicada al sur de la de Pisco— y a través de su meridiano incluiría esta vez en su territorio a la ciudad de Cuzco.
Como la ciudad de Jauja que tuviera la capitalidad provisional estaba en una elevada altitud, alejada del mar y en medio de la cordillera de los Andes, Pizarro desistió de sus objetivos y emprendió la búsqueda de un lugar más propicio para la capital definitiva y partió hacia el santuario de Pachacámac, adonde llegaron el 29 de diciembre del mismo año.
Desde Pachacámac el gobernador Pizarro envió a Alonso Martín y dos jinetes más, llamados Ruy Díaz y Juan Tello de Guzmán, para que hicieran una inspección, y luego de atravesar el gran arenal «Cuesta del Hombre», «Cuesta de la Sed» o «Lomo de Corvina», encontraron un mejor lugar en un territorio que pertenecía al curaca Taulichusco del valle de las Pirámides, cerca del río Rímac y del océano Pacífico, con abundantes provisiones de agua y madera, extensos campos de cultivo y un buen clima.
El 18 de enero de 1535 el conquistador Francisco Pizarro, futuro marqués de la Conquista y gobernador de Nueva Castilla luego de llegar su hermano Hernando Pizarro con las confirmaciones reales de los títulos, fundó la Ciudad de los Reyes, y el 22 de enero eligió a los cabildantes limeños para partir hacia el norte y poder fundar la ciudad de Trujillo.

Los territorios de Tierra Firme y las gobernaciones de Nueva Castilla y de Nueva Toledo —que por la disputada jurisdicción de la ciudad del Cuzco originaría las guerras civiles entre los conquistadores, y por lo cual, con Diego de Almagro el Mozo se unirían de facto con el nombre de gobernación del Perú en 1541— también el adelantamiento-gobernación de Nueva Andalucía del Río de la Plata —que se le escindió en 1541 con Pedro de Valdivia un territorio nominal del litoral pacífico que pasó a ser la incipiente gobernación de Nueva Extremadura o de Chile, de la cual a su vez se le separó la tenencia de gobierno del Tucumán como dependencia directa del Perú desde 1549 hasta 1553 y definitivamente como una gobernación autónoma desde 1563, al igual que el territorio remanente de la gobernación del Río de la Plata y del Paraguay desde 1569— y además la efímera gobernación de Nueva León de Simón de Alcazaba y Sotomayor en 1535 y el nominal adelantamiento de Terra Australis de Pedro Sánchez de la Hoz, todas conformarían de manera directa o autónoma al Virreinato del Perú desde 1543 como parte del Imperio español, y del otro lado de la línea de Tordesillas, las capitanías hereditarias del Brasil como parte del Imperio portugués.

Alonso fue uno de los once vecinos fundadores que acompañaron al gobernador-marqués Pizarro para erigir a la nueva ciudad que posteriormente sería renombrada como Lima y quienes luego recibieron cargos en el Cabildo limeño, siendo estos el sevillano y primer alcalde ordinario de primer voto Nicolás de Ribera "el Viejo" y el de segundo voto Juan Tello de Guzmán "el Sevillano", el tesorero Alonso Riquelme, el veedor García de Salcedo, Ruy Díaz, Rodrigo Mazuelas, el regidor perpétuo Cristóbal de Peralta, Cristóbal Palomino, el salamanquino Nicolás de Ribera "el Mozo" y el secretario Antonio Picado.
El gobernador Pizarro con la colaboración de Nicolás de Ribera el Viejo, a la que se sumaron Diego de Agüero y Francisco Quintero, trazaron personalmente la Plaza de Armas y el resto de la ciudad, iniciando así la construcción del Palacio Virreinal y de la Catedral de Lima.
Luego del sitio del Cuzco del 6 de mayo de 1536 por el soberano vasallo rebelde Manco Cápac II, este mandó una fuerza bajo el mando de su hermano lugarteniente Quizu Yupanqui, que atacó y realizó el cerco de Lima el 10 de agosto del mismo año, adonde se encontraba Francisco Pizarro, para evitar que este mandara refuerzos al Cuzco sitiado, pero dicho ejército inca fue derrotado el 26 de agosto por las tropas de los conquistadores españoles y sus aborígenes aliados, y de esta forma la floreciente ciudad de Lima fue liberada de su asedio.
El adelantado-gobernador Diego de Almagro, luego del fracaso de su expedición a Chile, regresó al Cuzco el 8 de mayo de 1537, y se encontró con una ciudad gobernada por pizarristas y sitia por incas, en donde pese a no recibir refuerzos del gobernador Pizarro desde Lima, los soldados españoles seguían resistiendo aunque ya habían perecido unos seiscientos de ellos, entre los que se encontraba Juan Pizarro.
Luego de disuadir el adelantado Almagro a Manco Inca, invadió la ciudad e impuso su autoridad sobre los hermanos de Francisco Pizarro, por lo que estos fueron apresados por algunas semanas. El lugarteniente pizarrista Alonso de Alvarado marchó al Cuzco para detenerlo pero fue derrotado el 12 de julio en batalla de Abancay por la fuerza combinada de Almagro junto al nuevo soberano vasallo almagrista Paullu Inca.
Mientras se estaban llevando a cabo maniobras militares en Lima a cargo del nuevo maestre de campo general Pedro de Valdivia, llegaron a Lima  a principios de octubre de 1537 los que fueron enviados a Cuzco, con la noticia de que el adelantado-gobernador Almagro estaba dispuesto a reunirse con el gobernador-marqués Pizarro, y para acudir a esta entrevista, Almagro agrupó a un gran número de hombres para que le acompañasen y llevó únicamente consigo a Hernando Pizarro, dejando el mando de la tenencia de gobierno general de Cuzco a Gabriel de Rojas. Una vez que salieron, una insurrección pizarrista en Cuzco liberó a Gonzalo Pizarro y al lugarteniente Alvarado.

### Comisionado para la entrevista en Mala entre Pizarro y Almagro
Almagro y sus soldados se dirigieron hacia la costa del Pacífico, en donde pretendía fundar una ciudad que le permitiera establecer un vía de contacto directa con la Corona española, y así fundó a finales de agosto de 1537 la villa de Almagro o de Chincha en la jurisdicción que no le correspondía, lo que provocó mayor tensión entre ambos gobernadores.
Finalmente se calmaron el 10 de octubre con la intervención del juez Francisco de Bobadilla, porque acordó una reunión en el pueblo de Mala, lugar situado a unas quince leguas al sur de Lima, en el cual se pusieron de acuerdo en ir acompañados de una pequeña escolta de jinetes, mientras que el resto de las tropas se quedarían fuera del valle de Mala para evitar cualquier tipo de confrontación.
La reunión concluyó de manera precipitada, pues los seguidores de Almagro descubrieron a los tiradores de Gonzalo Pizarro apostados en una colina y sumado a que Alonso Martín de Don Benito, que había sido enviado como comisionado junto a Francisco de Godoy, le comunicó al gobernador Almagro las intenciones de su medio hermano, lo que ocasionó que se marchara rápidamente del lugar hacia Chincha.
Continuaron ambos gobernadores negociando a través de terceras personas y se acordó que Almagro seguiría gobernando en el Cuzco hasta que el emperador Carlos V dispusiese las jurisdicciones de cada cual, y que permitía al medio hermano paterno Diego Pizarro permanecer en la ciudad. A su vez, la ciudad de Chincha tendría que ser trasladada más hacia el sur.
También Pizarro pondría a disposición de Almagro un navío para que este pudiera comunicarse con España, además se pactó una fianza de 200.000 escudos y que se ponga en libertad a Hernando Pizarro a cambio de una suma importante de oro. El marqués Pizarro aceptaría finalmente las condiciones y fueron firmadas el 24 de noviembre del mismo año. El adelantado Almagro, al fiarse de la palabra y de las promesas de su viejo socio de la conquista, aceptó y soltó al hermano, lo que constituyó un grave error que poco después le costaría la vida.

## Alcalde ordinario de la Ciudad de los Reyes de Lima y deceso

### Título de hidalguía y electo alcalde de primer voto

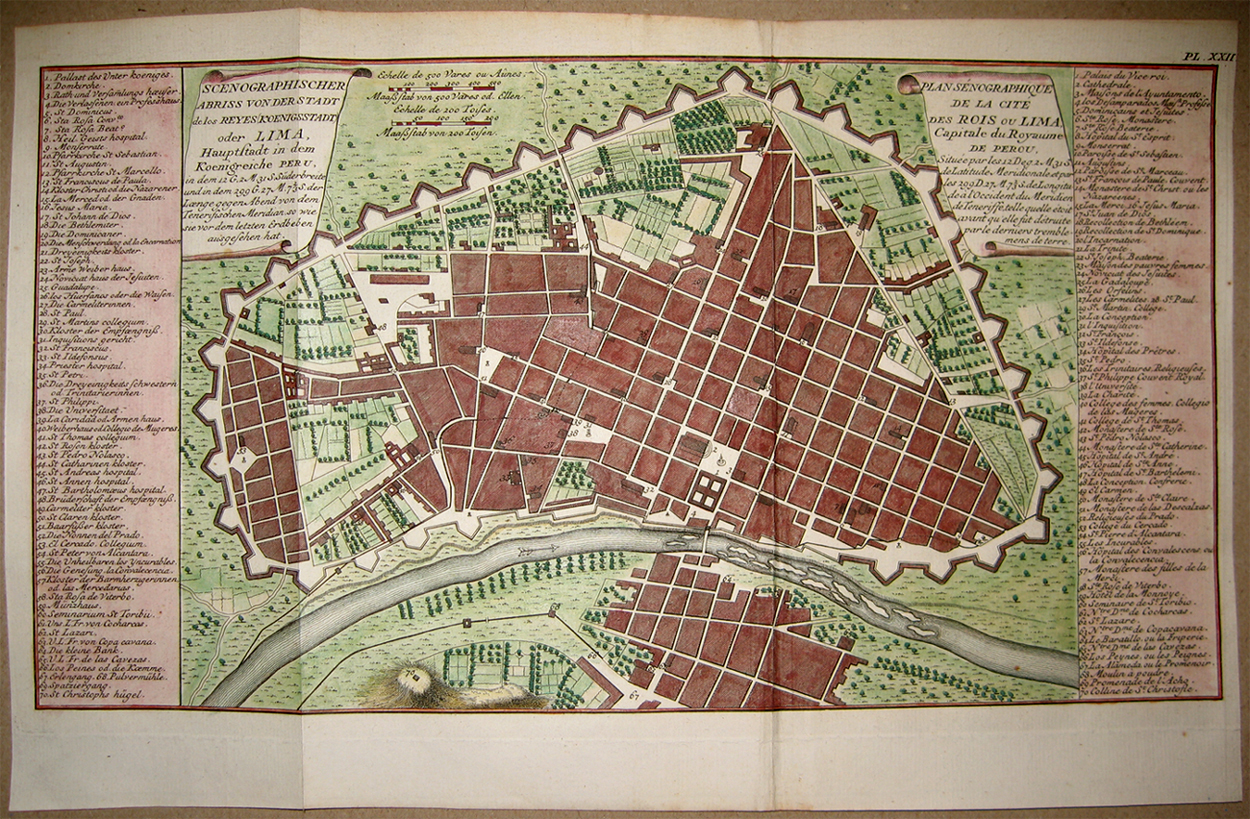
Plano de la ciudad de Lima en 1750, que incluye las murallas construidas entre 1684 y 1687.

Como la Corona española había reconocido la fundación de la nueva «Ciudad de los Reyes» el 3 de noviembre de 1536, el emperador Carlos V confirió un escudo de armas a la misma el 7 de diciembre de 1537.
En el mismo año y por real cédula el capitán Alonso Martín de Don Benito y su hermano Pedro, avecindado en Lima desde 1532, fueron confirmados como nobles hidalgos.
Alonso Martín realizó testamento en la ciudad de Lima el 30 de octubre de 1540, y al siguiente año, como los alcalde electos Juan de Barrios y Alonso Palomino estuvieron ausentes por alguna razón el día de su nombramiento, el capitán Alonso Martín de Don Benito fue elegido como alcalde ordinario de primer voto de Lima en el año 1541, siendo el de segundo voto Ruy Barba Cabeza de Baca.
En los siguientes años Lima ganó prestigio y fue designada capital del Virreinato del Perú y sede de una Real Audiencia en 1543.

### Bando real en las guerras civiles y alcalde de segundo voto
Al formar parte del bando real de las guerras civiles entre los conquistadores del Perú, participó el 9 de abril de 1548 en la batalla de Jaquijahuana de la llanura homónima, junto a su hermano Pedro Martín de Don Benito, en donde este perdió la vida combatiendo.
Posteriormente cuando fue elegido de primer voto Jerónimo de Silva, el cabildante Alonso Martín fue elegido como alcalde de segundo voto el 1.º de enero de 1551.

### Fallecimiento
Finalmente el capitán Alonso Martín de Don Benito fallecería el 7 de junio de 1558 en la ciudad de Lima, capital del Virreinato del Perú.

## Concubinato y descendencia

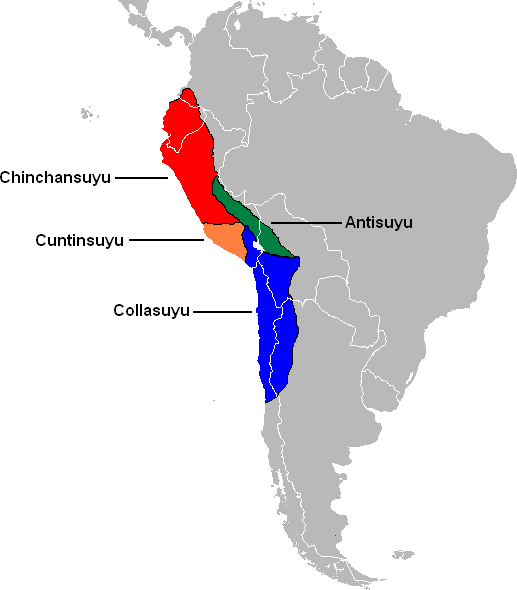
Mapa del Imperio incaico cuando fue conquistado por el Imperio español:
Chinchaysuyo
Antisuyo
Contisuyo
Collasuyo

El capitán Alonso Martín de Don Benito se había amancebado con la princesa incaica Isabel Yupanqui (n. Cuzco, ca. 1520), una hermana menor de Inés Huaylas Yupanqui —que fue concubina del gobernador-marqués Francisco Pizarro y fueron padres de la noble mestiza hispano-inca Francisca Pizarro Yupanqui, la cual se matrimoniaría con su tío paterno Hernando Pizarro, teniente de gobernador general del Cuzco— también del primogénito Ninan Cuyuchi, del cuarto emperador Huáscar, del quinto emperador Atahualpa y de Rumiñahui.
Su otro cuñado también era el efímero primer soberano vasallo Túpac Hualpa "Toparpa", que sus dos hijas se unieron con conquistadores españoles, la mayor Beatriz Túpac Yupanqui que se amancebó con el teniente de gobernador general Pedro Álvarez Holguín y tuvieron entre otros, a la infanzona mestiza Constanza de Orellana Holguín que se casaría con el alcalde Martín de Almendras —para concebir, además de otros tres, al homónimo gobernador cruceño Martín de Almendras Holguín y a Juana Holguín de Ulloa enlazada con el fidalgo real luso-brasileño Juan de Melo Coutiño, alcalde de primer voto de Buenos Aires en 1597 y en 1598— y la menor Isabel Chimpu Ocllo que se enlazó con el hidalgo hispano-extremeño Sebastián Garcilaso de la Vega, corregidor del Cuzco desde 1554, y fueron padres del literato historiador mestizo Inca Garcilaso de la Vega.
Además sus otros dos cuñados fueron el segundo soberano vasallo Manco Inca —que luego de rebelarse pasó a ser el primer inca de Vilcabamba y cuyo hijo sucesor Sayri Túpac, también rebelde al Imperio español, fue padre de dos mujeres llamadas Leonor Yupanqui que se amancebó con el adelantado rioplatense Juan Ortiz de Zárate y Beatriz Clara Coya que se casó con el gobernador chileno Martín García Óñez de Loyola y fueron padres de la noble mestiza hispano-inca Ana María de Loyola Coya, señora del Valle de Yucay y primera marquesa de Santiago de Oropesa— y el tercer soberano vasallo Paullu Inca, entre otros.
Por lo cual, el suegro de Alonso era el tercer emperador inca Huayna Cápac (ca.1467-1527) pero la madre de Isabel podría ser cualquiera de las diferentes madres de sus hermanos.
Fruto del enlace entre Alonso Martín de Don Benito y su concubina Isabel Yupanqui hubo al menos un hijo:
- Antón Martín de Don Benito y Yupanqui[4][13][16][17][18] (Lima,[13] 1545 - Concepción del Bermejo, ca. 1614) que era un mestizo hispano-inca que se casó con Ana de Valenzuela,[16][17] y fue un conquistador del Perú, de Chile y del Tucumán,[16] en donde se convirtió en vecino fundador de la ciudad de Nuestra Señora de Talavera de Esteco en 1567 y luego fue encomendero de la otra mitad de la encomienda entonces tucumana de Guacará[18] desde 1584. El matrimonio concibió a la homónima Ana de Valenzuela Bohorques[6][16][17][19][20] que se enlazaría en Talavera de Esteco hacia el año 1606[16] con el portugués Gaspar de Sequeira que a los quince años de edad hacia 1588 se había radicado en dicha ciudad con sus padres también portugueses, el capitán[16] Domingo Díaz Moreno y Pérez Cerqueyra[17] y su esposa Ana Pinta.[16]